# Sofia Pozdniakova
Sofia Pozdniakova (Novosibirsk, 17 de junho de 1997) é uma esgrimista russa de sabre. Filha do ex-esgrimista campeão olímpico Stanislav Pozdniakov, conquistou resultados expressivos na categoria júnior e, posteriormente, medalhou em Campeonato Europeu e se tornou campeã mundial em Wuxi, na edição de 2018.

## Carreira
Pozdniakova estreou na categoria júnior no ano de 2015, quando disputou o evento de sabre válido pela Copa do Mundo em Sosnowiec, na Polônia, onde terminou na vigésima nona colocação. Em seguida participou dos eventos na cidade búlgara de Plovdiv e encerrou o ano em Dormagen, onde conquistou a medalha de ouro individual e a prata por equipes. No ano seguinte, ela participou das etapas da Copa do Mundo realizadas na comuna francesa de Dourdan e na italiana de Údine; contudo, conquistou o bronze no Campeonato Europeu Júnior e, posteriormente, venceu o evento por equipes do Campeonato Mundial Júnior, em Bourges.
Em outubro, retornou a Plovdiv e conseguiu duas medalhas de ouro nos eventos de sabre. Ela fez sua estreia na categoria sênior num evento válido pela Copa do Mundo disputado em novembro na comuna de Orleães, onde terminou na décima nona colocação. No mês seguinte, voltou a conquistar um bronze na categoria júnior em Dormagen. Em março de 2017, Pozdniakova voltou a visitar Plovdiv, desta vez pelo Campeonato Europeu Júnior e foi campeã individual de sabre. No mesmo ano, conquistou a medalha de prata com a equipe nacional no Campeonato Europeu.
No Campeonato Mundial de 2018, em Wuxi, Pozdniakova debutou no evento individual vencendo Lau Ywen, de Singapura e eliminou a estadunidense Dagmara Wozniak, a italiana Irene Vecchi e a chinesa Shao Yaqi. Na semifinal, ela derrotou Anne-Elizabeth Stone com ampla vantagem e se tornou campeã mundial ao superar sua companheira de equipe Sofya Velikaya.
 Pela primeira vez um filho repete o feito de seu pai ao ser campeão individual. Ela também integrou a equipe nacional no evento por equipes, no qual a Rússia obteve uma medalha de prata ao ser superada pela França. No Mundial do ano seguinte, ela não conseguiu defender o título individual, mas conquistou a medalha de ouro por equipes. Já no Campeonato Europeu, integrou a equipe russa campeã de sabre.